# GO 2
GO 2は、ユーロビートレーベルSCP(STEFANO CASTAGNA PRODUCTION)の所属アーティストFASTWAY/DUSTY(本名:Ennio Zanini)と、ACE(本名:Christian Codenotti)が結成したユニット。
初期にはGO 2[FASTWAY vs ACE]と表記されている。

## 概要
デビュー作はNOT FOR SALE。
ユーロビートにヒップホップ調の歌詞を加えるという斬新な曲は、このデビュー曲から早速日本のリスナーからも強い支持を受けている。
第3作目となるSUPER STRIKERは、その支持が露な物となり、『SUPER EUROBEAT Vol.170』のDISC-2(REQUEST COUNTDOWN 2006 THE NEW LEGEND OF SEB TOP 50)において、堂々の第1位を獲得し、更にインターネットの音楽ゲームダンシングパラダイス(日本サービス主運営:ネクソンジャパン)にも収録されている。

## 発表楽曲

### ユーロビート楽曲
- NOT FOR SALE
デビュー曲。『SUPER EUROBEAT VOL.147』収録。
- FUNKY FUNLOVER
『SUPER EUROBEAT VOL.159』収録。
- SUPER STRIKER
『SUPER EUROBEAT VOL.163』収録。VOL.170のリクエストカウントダウン(Disc-2)で1位を獲得。
- LOOKA BOMBA
『SUPER EUROBEAT VOL.164』収録。のちにVOL.193でGO GO GIRLSがカヴァー. 頭文字D Arcade Stage 5 秋名湖のBGM
- MUSIC COME ON!
『SUPER EUROBEAT VOL.167』収録。
- LET IT BURN
『SUPER EUROBEAT VOL.168』収録。
- POWER
『SUPER EUROBEAT VOL.171』収録。
- PLAY LOUD
『SUPER EUROBEAT presents INITIAL D BATTLE STAGE 2』収録。
- BLOOD on FIRE
『SUPER EUROBEAT VOL.181』収録。CHRISTINEとの共演。原曲はAAAのデビューシングル。
- NRG
『SUPER EUROBEAT VOL.181』収録。
- SPITFIRE
『SUPER EUROBEAT VOL.187』収録。
- PURPLE EMOTION
『SUPER EUROBEAT VOL.191 -ENJOY YOUR DRIVE- 』収録。
- HOT VAMPIRE
『SUPER EUROBEAT VOL.193 -REVIVAL HITS- 』収録。GO GO GIRLSのカヴァー。
- DON'T TURN IT OFF
『SUPER EUROBEAT VOL.197 -KING OF EUROBEAT- 』にノンストップ収録。VOL.202ではロックテイストのHEADRUSH VERSIONも収録された。頭文字D Arcade Stage 6 AA 秋名湖のBGM
- SUPERSTAR
DJ BOSSとのコラボレーション。『SUPER EUROBEAT VOL.199 -COLLABORATION OF EUROBEAT- 』にノンストップ収録。
- SAMURAI BLUE
『SUPER EUROBEAT VOL.209』収録。
- HOT HOT RACIN' CAR
『SUPER EUROBEAT VOL.225』収録。
- GOTTA GO
SUPER EUROBEAT VOL.232  収録。

### 非ユーロビート楽曲
- PLEASE DON'T LEAVE ME
『SUPER GT 2008 2nd round』にノンストップ収録。ギタリスト・ANDREA MARTONGELLIとの共演。『THE BEST OF NON-STOP SUPER EUROBEAT 2008』にも収録された。
- HIGHWAY STAR
『TOKYO AUTO SALON 2009 presents EVOLUTION #05』にノンストップ収録。こちらもギタリスト・ANDREA MARTONGELLIとの共演。